# Open Dynamics Engine
Open Dynamics Engine (ODE) este un motor fizic scris în C/C++. Principalele sale componente sunt motorul de simulare a legilor fizicii între și motorul detectării de coliziuni între obiecte. Este un software liber, cu licență atât BSD, cât și LGPL.
ODE a fost conceput în 2001, în prezent fiind utilizat în numeroase aplicații și jocuri video, precum BloodRayne 2, Call of Juarez, S.T.A.L.K.E.R, Titan Quest, World of Goo, etc.

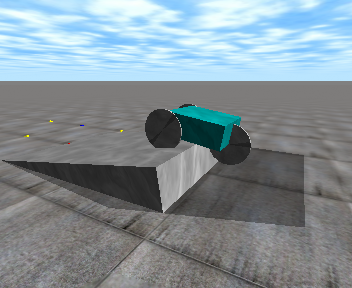
Un vehicul simplu urcând pe o rampă, folosind legile fizicii. Această demonstrație se regăsește în sursa motorului, sub denumirea demo_buggy.